# Ібресинський район
Ібре́синський район (рос. Ибресинский район, чув. Йĕпреç районĕ) — муніципальне утворення в Чувашії (Росія).
Адміністративний центр — селище міського типу Ібресі.

## Географія
Район розташований у центральній частині Чуваської Республіки. Межує на півночі з Вурнарським і Канаським, на сході з Комсомольським, на півдні з Батиревським і Алатирським, на заході з Поріцьким і Шумерлинським районами.

## Населення
Населення району становить 22893 особи (2019, 26192 у 2010, 28377 у 2002).

## Адміністративно-територіальний поділ
На території району 1 міське та 12 сільських поселень:
| Поселення                             | Площа, км² | Населення, осіб (2002) | Населення, осіб (2010) | Населення, осіб (2019) | Центр            | Населені пункти |
| ------------------------------------- | ---------- | ---------------------- | ---------------------- | ---------------------- | ---------------- | --------------- |
| Ібресинське міське поселення          | 126,33     | 9201                   | 8415                   | 7724                   | Ібресі           | 1               |
| Айбецьке сільське поселення           | 33,80      | 1654                   | 1718                   | 1541                   | Айбечі           | 2               |
| Андрієвське сільське поселення        | 20,61      | 1089                   | 1014                   | 877                    | Андрієвка        | 5               |
| Березовське сільське поселення        | 122,62     | 658                    | 508                    | 405                    | Березовка        | 7               |
| Буїнське сільське поселення           | 227,50     | 1684                   | 1237                   | 992                    | Буїнськ          | 3               |
| Великоабакасинське сільське поселення | 38,61      | 1528                   | 1485                   | 1231                   | Великі Абакаси   | 5               |
| Кіровське сільське поселення          | 138,10     | 870                    | 819                    | 690                    | Бугуян           | 4               |
| Климовське сільське поселення         | 37,35      | 1853                   | 1749                   | 1520                   | Климово          | 4               |
| Малокармалинське сільське поселення   | 108,06     | 1891                   | 1796                   | 1454                   | Малі Кармали     | 5               |
| Новочурашевське сільське поселення    | 36,50      | 1831                   | 1774                   | 1613                   | Нове Чурашево    | 4               |
| Хормалинське сільське поселення       | 54,26      | 2785                   | 2578                   | 2178                   | Хормали          | 6               |
| Чувасько-Тім'яське сільське поселення | 122,19     | 1960                   | 1772                   | 1468                   | Чуваські Тім'яші | 5               |
| Ширтанське сільське поселення         | 135,25     | 1373                   | 1327                   | 1200                   | Ширтани          | 6               |

## Найбільші населені пункти
Населені пункти з чисельністю населення понад 1000 осіб:
| № | Населений пункт | Населення, осіб (2002) | Населення, осіб (2010) |
| - | --------------- | ---------------------- | ---------------------- |
| 1 | Ібресі          | 9 201                  | 8 415                  |
| 2 | Нове Чурашево   | 1 459                  | 1 447                  |
| 3 | Хормали         | 1 375                  | 1 256                  |
| 4 | Буїнськ         | 1 621                  | 1 220                  |
| 5 | Климово         | 1 058                  | 1 015                  |

## Господарство
У районі отримали розвиток і промисловість, і сільське господарство. Діяла філія Чебоксарського заводу електровимірювальних приладів.